# Sayda

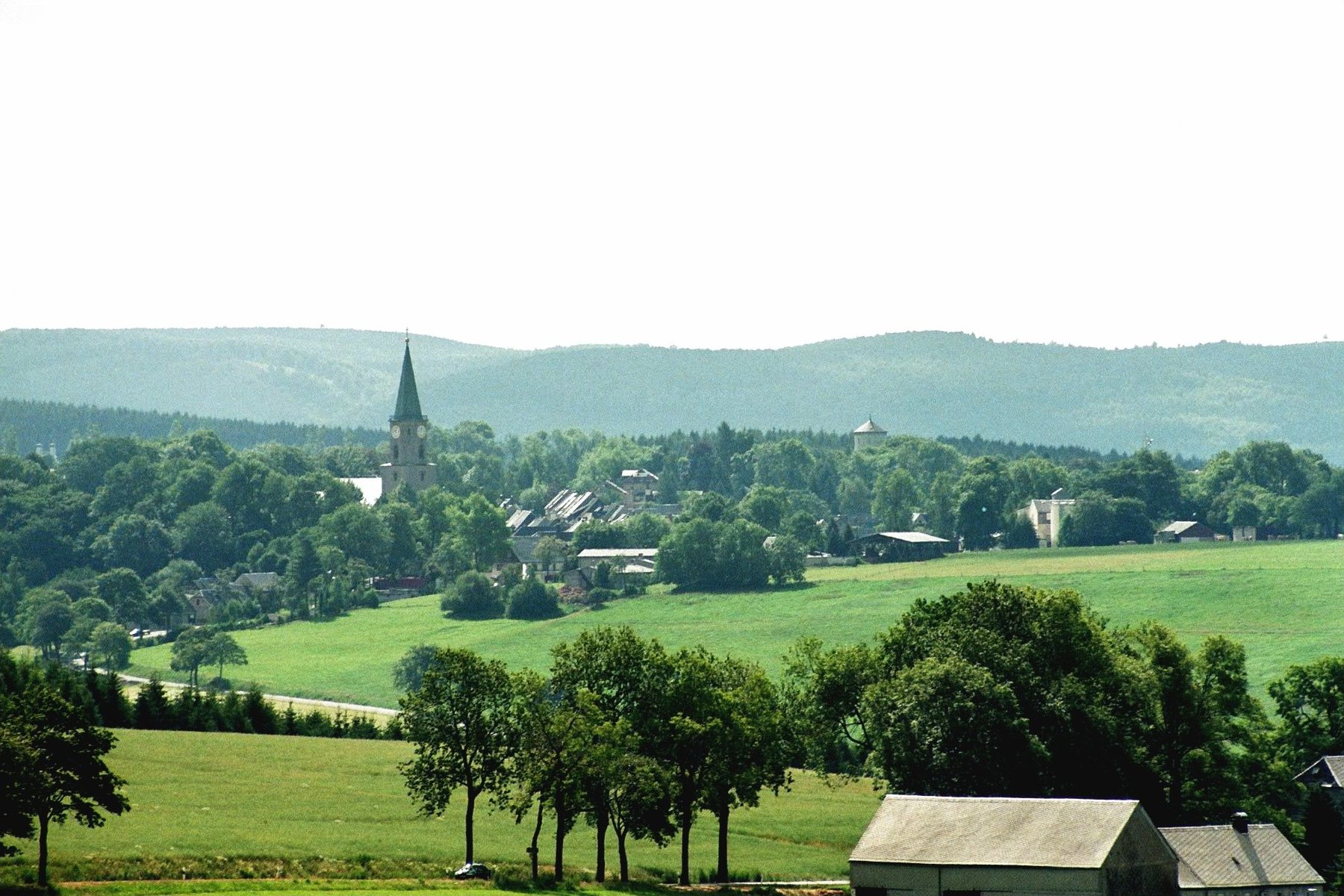
Blick auf Sayda 2006

Sayda ist eine kreisangehörige Stadt im Südosten des Landkreises Mittelsachsen. Sie ist Teil der Verwaltungsgemeinschaft Sayda/Dorfchemnitz und seit dem Beginn des 13. Jahrhunderts urkundlich dokumentiert.

## Geografie

### Lage und Fläche
Die Bergstadt Sayda liegt im Osterzgebirge zwischen den Tälern der Freiberger Mulde und der Flöha. Der Wasserturm steht auf dem höchsten Punkt der Stadt mit 680 m ü. NN. Im Norden befindet sich die Saydaer Höhe mit 729 m ü. NN. Im Uhrzeigersinn ist der Ort umgeben von dem Meisenberg (723 m ü. NN), der König-Friedrich-August-Höhe (736 m ü. NN), Hexenberg (679 m ü. NN) und der Voigtsdorfer Höhe (707 m ü. NN). Große Wälder in der Gemeinde sind das Mühlholz, der schwarze Busch, der Tännicht und das alte Gehau.

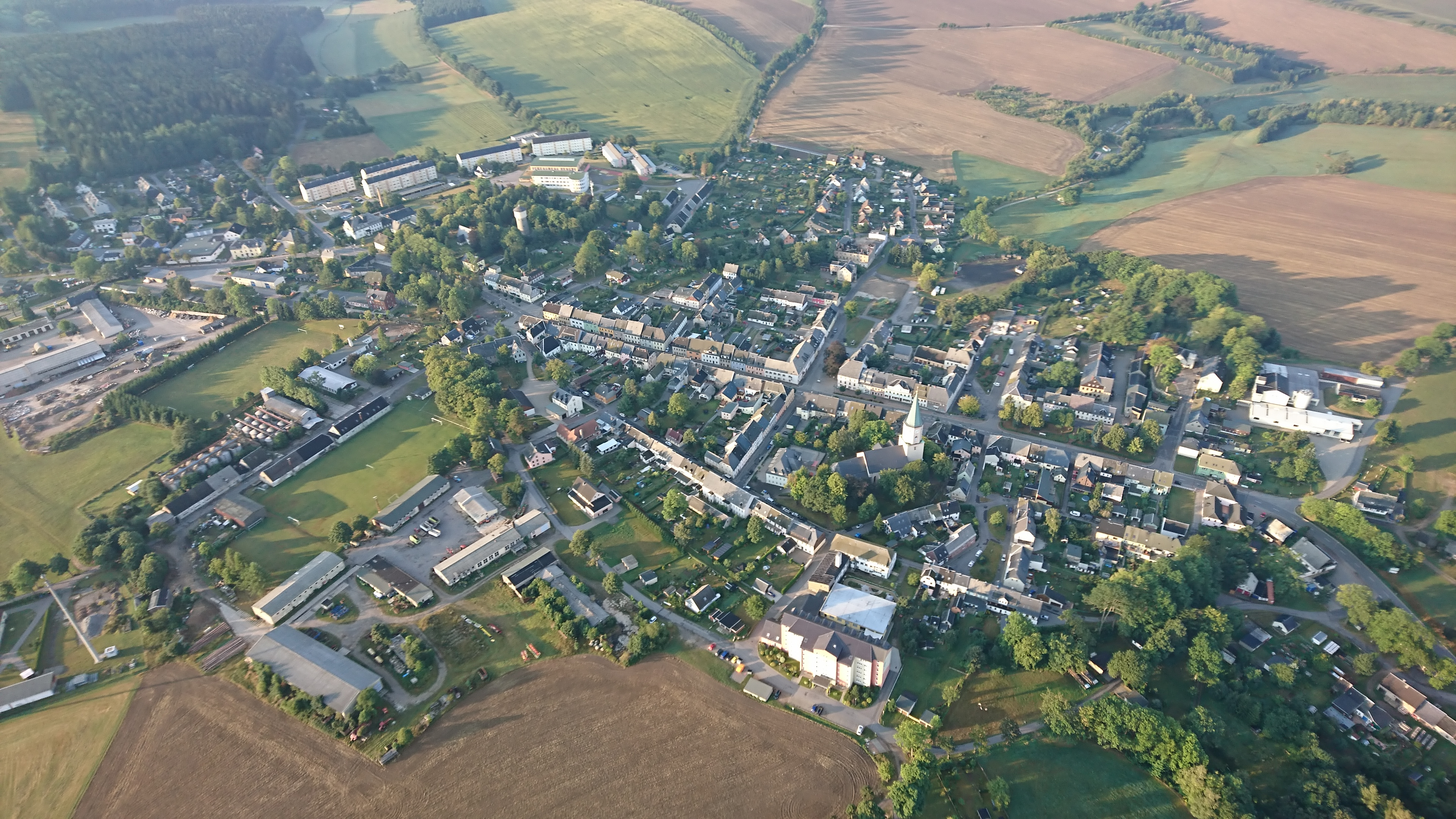
Luftbildaufnahme von Sayda – 2018

Sayda befindet sich etwa 60 km südwestlich von Dresden, etwa 45 km südöstlich von Chemnitz, etwa 150 km südöstlich von Leipzig und etwa 140 km von Prag entfernt. Durch den Ort verläuft die Bundesstraße 171.
Im Jahr 2016 bestand die Gesamtfläche der Gemeinde aus 3 % Siedlungsfläche, 2,7 % Verkehrsfläche und 94,3 % Vegetationfläche (Waldfläche 37,1 %).

### Klima
Im Gebiet um Sayda herrscht ein atlantisch geprägtes, gemäßigt kühl-feuchtes, schneereiches Mittelgebirgsklima mit über 1000 mm Niederschlag im Jahr. Die Jahresmitteltemperatur liegt bei 7 °C. Durch seine Lage im Osterzgebirge sind die Winter tendenziell kälter, die Jahrestemperaturschwankungen stärker ausgeprägt und die Niederschläge geringer als in anderen Teilen Sachsens. Dabei muss den Berichten älterer Chronisten nach, das Klima in den vergangenen Jahrhunderten in den oberen Erzgebirgslagen noch rauer als heute gewesen sein. Quellen aus dieser Zeit berichten von harten Wintern, in denen das Vieh in den Ställen erfror und noch im April so viel Schnee fiel, dass Häuser und Keller zugeschneit wurden. Die Bevölkerung war regelmäßig von der Umwelt abgeschnitten. Das obere Erzgebirge wurde in der Vergangenheit daher oft mit dem Beinamen Sächsisches Sibirien versehen. Die Region gehört mit zu den schneesichersten Gebieten der deutschen Mittelgebirge. Bei besonderen Südwetterlagen können Föhnwinde, aber auch der so genannte Böhmische Winde auftreten.
|                   | Jan. | Feb. | Mär. | Apr. | Mai  | Jun. | Jul. | Aug. | Sep. | Okt. | Nov. | Dez. | Jahresschnitt |
| ----------------- | ---- | ---- | ---- | ---- | ---- | ---- | ---- | ---- | ---- | ---- | ---- | ---- | ------------- |
| Temp. (°C)        | −1,5 | −1,1 | 1,7  | 5,9  | 10,8 | 13,5 | 15,6 | 15,3 | 11,3 | 6,8  | 1,5  | −1,4 | 6,5           |
| Niederschlag (mm) | 79   | 71   | 85   | 63   | 85   | 89   | 120  | 114  | 75   | 61   | 83   | 87   | 1012          |

### Geologie

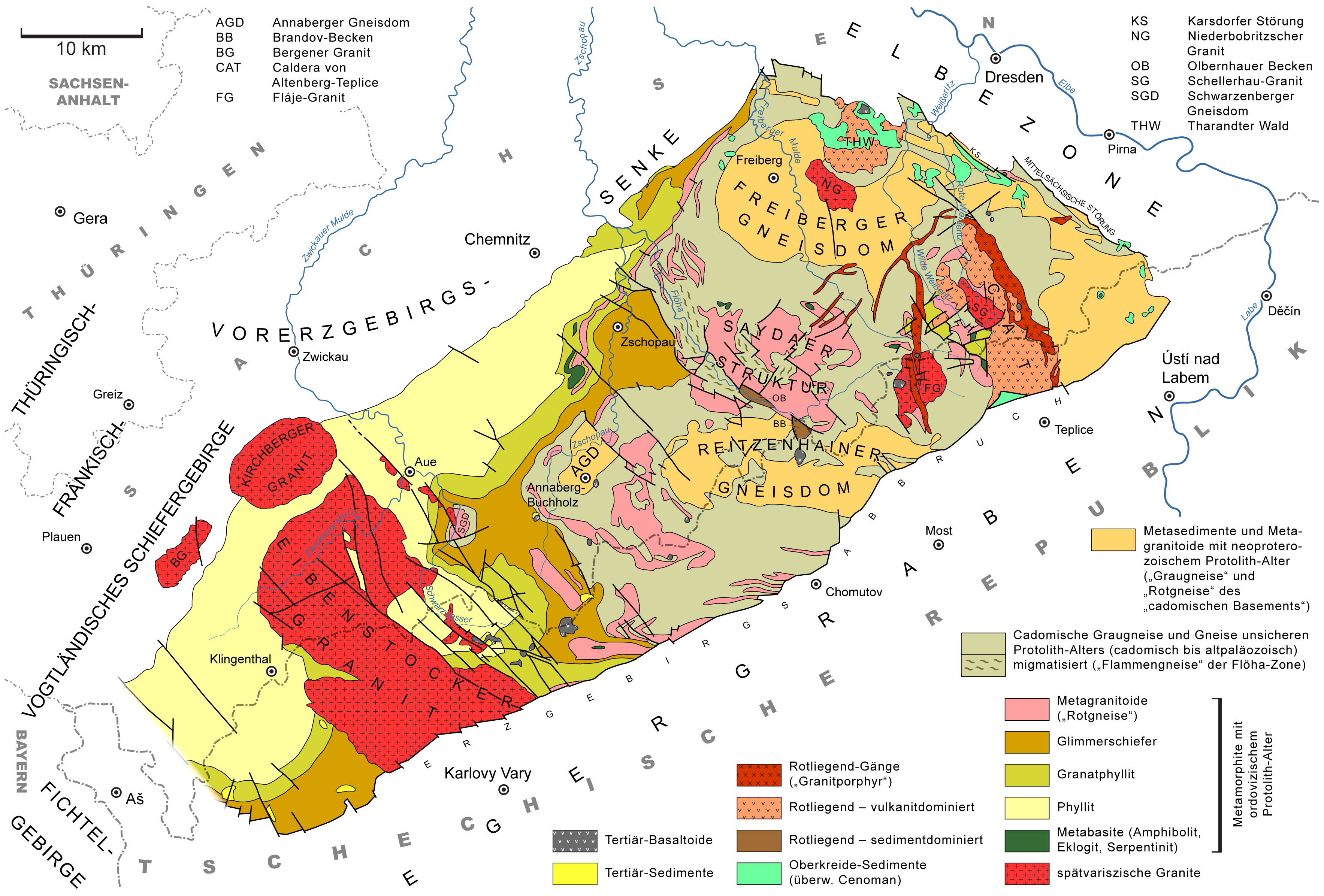
Übersichtskarte zur Geologie des Erzgebirges

Regionalgeologisch ist um die Saydaer Höhe die Saydaer Struktur ausgebildet. Diese hat im Zentrum einen Rotgneis (Muskovitgneis) der durch seitlicher Überfaltung von Grau- und Rotgneis überlagert wird. Ebenfalls sind in diesem Gebiet selten vorkommende Mineralen wie Mottramit, Lirokonit, Pseudomalachit und Chalkophyllit zu finden.

### Stadtgliederung
Zu Sayda gehören die Ortsteile
- Friedebach (1994 eingemeindet)
- Mortelgrund (1925 eingemeindet)
- Pilsdorf (am 1. Juli 1950 umgegliedert)
- Ullersdorf (am 1. Juli 1950 eingemeindet)

## Geschichte

### Ersterwähnung und Entwicklung
Zavidowe, d. h. Ort des Zavid, ist bereits seit 1196 nachweisbar und wird urkundlich erstmals 1207 in der Stiftungsurkunde des Zisterzienserklosters von Ossegg erwähnt. Höchstwahrscheinlich ist Sayda die älteste Ansiedlung im oberen Erzgebirge. Es gehörte bereits im Jahre 1196 dem Grafen von Bilin und Kämmerer des Königs von Böhmen, Slauko V. von Riesenburg. Slauko stiftete 1196 das Kloster Ossegg und übergibt diesem Kloster das Patronatsrecht und den Zehnten von Zoll und Gericht in Zavidowe (auch Seydowe) und ordne dabei an, dass auf seine Kosten der Wald jenseits des Klosters gerodet werde und die Hälfte der Direkteinkünfte der dort gegründeten Dörfer der Kirche zu Ossegg zufließen solle. Höchstwahrscheinlich war Sayda damals schon eine befestigte Stadt. Genannt wird das „castru et civitas“ (Burg und Befestigung) aber erstmals im Jahre 1289. Der Ursprung Saydas liegt also vor 1196, aber so undurchdringlich wie der Miriquidiwald war, so undurchdringlich ist die Gründungszeit, zumal viele geschichtliche Unterlagen durch frühere Stadtbrände vernichtet worden sind. Eines ist aber ganz sicher, Sayda ist slawischen Ursprungs. Sayda ist also eine sehr alte Stadt und erlangte schon im frühen Mittelalter große Bedeutung. Im 13. Jahrhundert folgte die eigentliche Besiedlung des Raumes vom Süden her durch das böhmische Adelsgeschlecht der Hrabischitzer.
Wesentlichen Anteil an der Entstehung des Ortes hat der Böhmische Steig oder Alte Salzstraße genannte Erzgebirgspass von Sayda über den Deutscheinsiedler Sattel. Dieser wichtige Weg aus Mitteldeutschland über das Erzgebirge ins Böhmische Becken entstand im späten 11. bzw. im 12. Jahrhundert. Die ältere Forschung nimmt die Existenz dieser Verkehrsverbindung bereits seit dem 7. Jahrhundert an, doch gibt es dafür noch keine belastbaren Belege (Stand 2014).

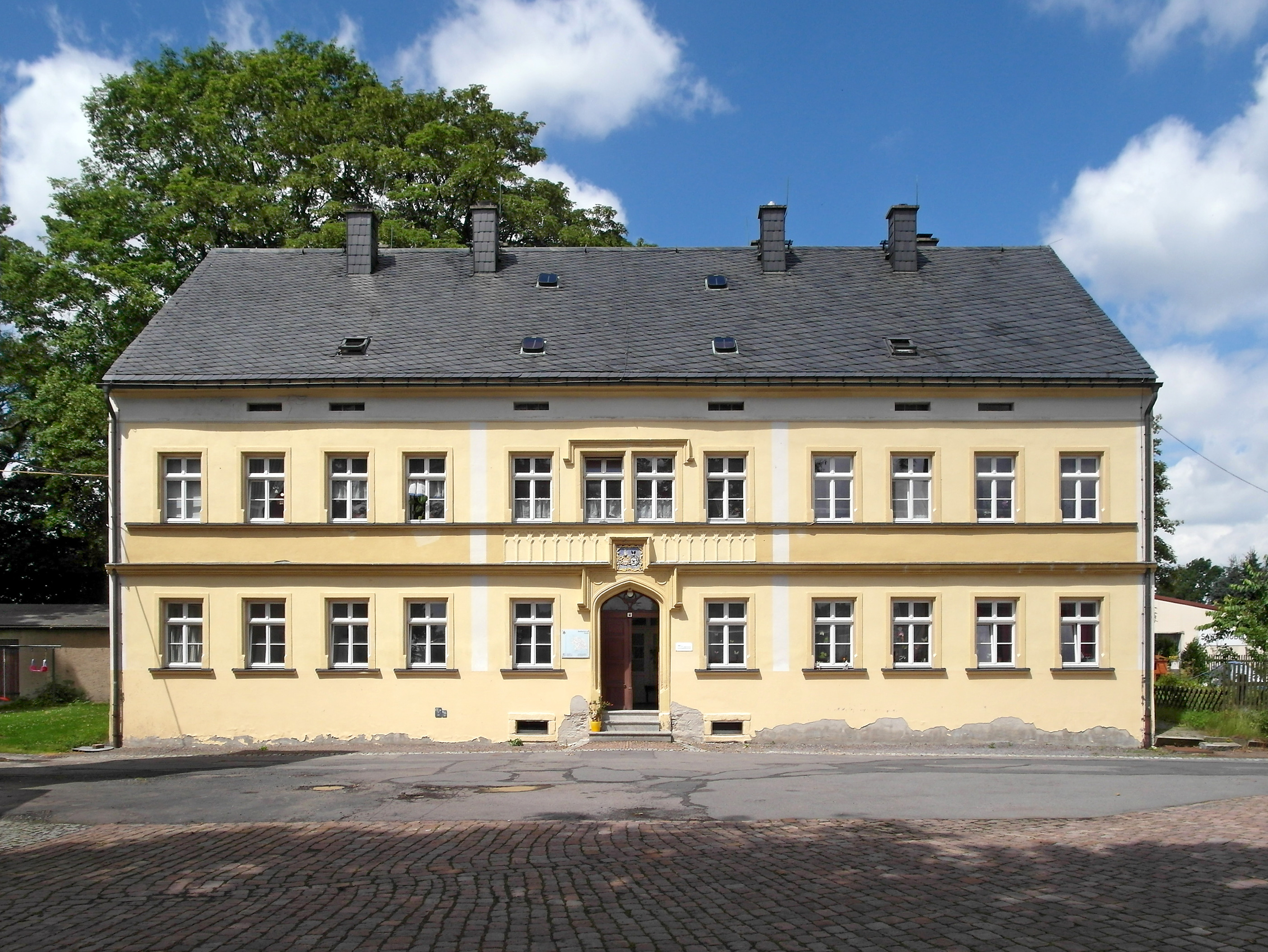
Herrenhaus Sayda

Sayda bot mit der landesherrlichen Burg Schutz für die Böhmische Straße und die entstandenen Siedlungen. In Dokumenten der Jahre 1253 und 1289 heißt die Siedlung Castrum et civitas Seydowe. Markgraf Heinrich der Erlauchte erwarb Sayda Mitte des 13. Jahrhunderts, indem er seine Ansprüche auf österreichische Güter aufgab. Das Gebiet Sayda wurde danach an Böhmen verkauft, ehe es Anfang des 14. Jahrhunderts endgültig zur Markgrafschaft Meißen kam.
Der Vertrag zu Mügeln besiegelt am 18. Oktober 1300, dass der Bischof von Meißen vom Abt und Konvent des Zisterzienser-Klosters Ossegg (im Bistum Prag gelegen) den Vikar der Gemeinde Sayda zusammen mit den umliegenden Kirchen und Kapellen, die zum Ort Sayda selbst gehören, sowie den Pfarrern und den Leitern derselben mit allen geistlichen Rechten übernehmen. Eine Ablichtung dieser Urkunde befindet sich im Heimatmuseum in Sayda. Im Jahr 1324 wurde die Familie von Bergowe von dem Landgraf Friedrich in Thüringen mit Sayda und Purschenstein belehnt. 1352 wurde der Meißner Burggraf Meinher IV. aus dem Geschlecht der Meinheringer, der Schwager Borso's IV. von Riesenburg, Lehnsherr, der das Lehen aber sofort an die Familie von Schönberg weitergab. Die Familie von Schönberg hat dann fortan das Lehen besessen. Der erste Lehnsherr war Heinrich von Schönberg.
1451 wurde Bernhard von Schönberg mit Sayda beliehen. 1476 ging er mit dem sächsischen Herzog Albrecht dem Beherzten nach Jerusalem. Auf dem Rückweg erkrankte er und verfügte in einem Testament, dass in Sayda ein Hospital für kranke und hilfsbedürftige Menschen zu errichten ist, so wurde 1508 das Hospital zu St. Johannis errichtet. Das mehrhundertjährige Gebäude sollte nach 1990 abgerissen werden, doch der am 17. Februar 1990 wiedergegründete Erzgebirgszweigverein Sayda schaffte es, das Hospital – das älteste Haus im Ort – zu erhalten. Der Verein sanierte das Gebäude und eröffnete am 22. Mai 1993 das Erzgebirgische Heimatmuseum Hospital zu St. Johannis.

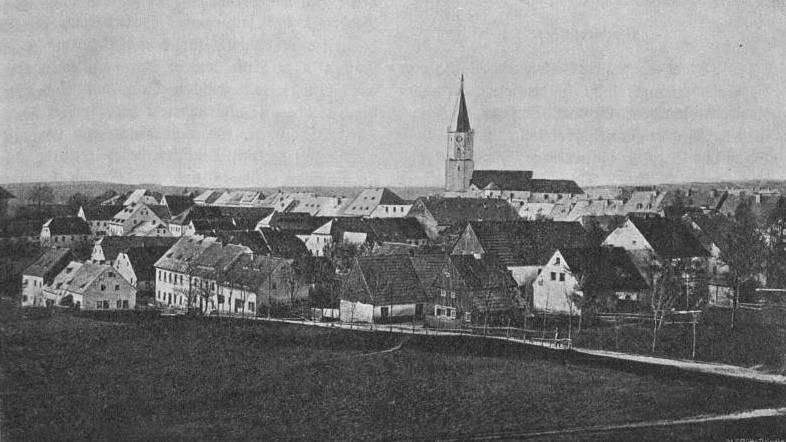
Sayda um 1900

### Kriege, Katastrophen und Unglücke
Sayda wurde im Laufe seiner Geschichte überdurchschnittlich oft von teils verheerenden Stadtbränden heimgesucht.
- 31. März 1435: Ein Stadtbrand vernichtete weite Teile des Ortes. Vermutlich hatten Hussiten das Feuer gelegt.
- 30. Oktober 1559: Ein Feuer vernichtete in der Stadt 200 Häuser und Scheunen. Den Flammen fielen auch das Rathaus, die Kirche und die Schule zum Opfer.
- 1657: 13 Häuser und 10 Scheunen fielen einem Brand zum Opfer.
- 3. August 1681: Infolge eines Blitzschlags brannten 17 Scheunen ab.
- 10./11. Februar 1702: Gegen Mitternacht brach ein sich rasch ausbreitendes Feuer aus, welches 44 Häuser, darunter Kirche, Pfarre, Diakonat und Rathausturm, sowie 14 Scheunen vernichtete.
- 10. Januar 1743: Bei einem durch Unachtsamkeit verursachten Brand gehen innerhalb von vier Stunden 26 Häuser und 19 Scheunen in Flammen auf.
- 31. August/1. September 1842: Am Abend des 31. August brach in einer vor dem Freiberger Tor gelegenen Scheune ein Feuer aus, welches innerhalb von acht Stunden weite Teile der Stadt zerstörte. Bei diesem letzten großen Stadtbrand gingen 145 Häuser inklusive der Neben- und Hintergebäude und 52 Scheunen in Flammen auf, nur 38 Häuser und 26 Scheunen blieben unbeschädigt. Das Feuer machte 289 Familien (ca. 1.100 Einwohner) obdachlos.
- 8. Juni 1876: 24 Scheunen brannten nieder.
- 2. Juli 1914: Ein vermutlich durch Brandstiftung entstandenes Feuer vernichtete am historischen Ortsteil „Plan“ (Anger) zehn Häuser.
- 4. Juli 1978: In der nahe Sayda befindlichen Verdichterstation der Erdgastrasse Nordlicht ereignete sich eine Explosion, bei der zwei Menschen ums Leben kamen.

### Einwohnerentwicklung
| 1486 bis 1764                               | 1834 bis 1929                                               | 1982 bis 1988                                                                       | 1989 bis 1995                                                                       | 1989 bis 1995                                                                       | 2003 bis 2013                                                                       | 2014 bis 2017                                                                       |
| ------------------------------------------- | ----------------------------------------------------------- | ----------------------------------------------------------------------------------- | ----------------------------------------------------------------------------------- | ----------------------------------------------------------------------------------- | ----------------------------------------------------------------------------------- | ----------------------------------------------------------------------------------- |
| - 1486–136 - 1648–100 - 1652–500 - 1764–143 | - 1834–2308 - 1871–2329 - 1890–2328 - 1910–2277 - 1929–2286 | - 1982–2308 - 1983–2329 - 1984–2328 - 1985–2277 - 1986–2286 - 1987–2324 - 1988–2348 | - 1989–2356 - 1990–2334 - 1991–2344 - 1992–2350 - 1993–2348 - 1994–2343 - 1995–2329 | - 1996–2353 - 1997–2321 - 1998–2329 - 1999–2315 - 2000–2284 - 2001–2292 - 2002–2299 | - 2003–2267 - 2004–2235 - 2005–2188 - 2006–2180 - 2007–2134 - 2012–1958 - 2013–1947 | - 2014–1942 - 2015–1913 - 2016–1891 - 2017–1865 - 2018–1777 - 2019–1750 - 2020–1748 |

## Religion
54 % der Einwohner sind evangelisch, nur 2 % katholisch. Die Kirchgemeinde Zu unserer lieben Frauen Sayda gehört zum Kirchenbezirk Freiberg der Evangelisch-Lutherischen Landeskirche Sachsens. Die Katholiken sind der Pfarrei Mariä Unbefleckte Empfängnis in Marienberg zugeordnet, die zum Dekanat Dresden des Bistums Dresden-Meißen gehört. Einmal im Monat findet eine Vorabendmesse in Sayda statt; ansonsten ist die nächste Gottesdienststation die Kapelle Hl. Elisabeth in Neuhausen/Erzgeb.

## Politik

### Stadtrat
Seit der Stadtratswahl am 9. Juni 2024 verteilen sich die 10 Sitze des Stadtrates folgendermaßen auf die einzelnen Gruppierungen:
- Wählervereinigung der Handwerker und Gewerbetreibenden (WvHG): 6 Sitze
- Wählervereinigung „Wir für Sayda“ (WfS): 4 Sitze

| Stadtrat ab 2024Insgesamt 10 Sitze - WvHG: 6 - WfS: 4 | Liste                                                  | 2024   | 2024   | 2019   | 2019   | 2014   | 2014   |
| Stadtrat ab 2024Insgesamt 10 Sitze - WvHG: 6 - WfS: 4 | Liste                                                  | Sitze  | in %   | Sitze  | in %   | Sitze  | in %   |
| Stadtrat ab 2024Insgesamt 10 Sitze - WvHG: 6 - WfS: 4 | Wählervereinigung der Handwerker und Gewerbetreibenden | 6      | 62,6   | 6      | 56,7   | 3      | 28,6   |
| Stadtrat ab 2024Insgesamt 10 Sitze - WvHG: 6 - WfS: 4 | Wählervereinigung „Wir für Sayda“                      | 4      | 37,4   | 5      | 43,3   | 4      | 31,4   |
| Stadtrat ab 2024Insgesamt 10 Sitze - WvHG: 6 - WfS: 4 | RBV                                                    | –      | –      | –      | –      | 2      | 16,1   |
| Stadtrat ab 2024Insgesamt 10 Sitze - WvHG: 6 - WfS: 4 | CDU                                                    | –      | –      | –      | –      | 2      | 14,3   |
| Stadtrat ab 2024Insgesamt 10 Sitze - WvHG: 6 - WfS: 4 | BI                                                     | –      | –      | –      | –      | 1      | 9,6    |
| Stadtrat ab 2024Insgesamt 10 Sitze - WvHG: 6 - WfS: 4 | Wahlbeteiligung                                        | 68,2 % | 68,2 % | 64,1 % | 64,1 % | 61,1 % | 61,1 % |

### Bürgermeister
Der amtierende Bürgermeister Stefan Wanke wurde im August 2022 gewählt. Seine Vorgänger werden in der Liste der Bürgermeister der Stadt Sayda aufgeführt.

### Wappen
Blasonierung: „In Gold ein rot-grün geteilter Löwe.“ Die Stadt führt das Wappen der Herren von Schönberg, die seit 1336 auf Schloss Purschenstein (Neuhausen) ansässig waren. Das älteste bekannte Siegel ist datiert von 1454. 

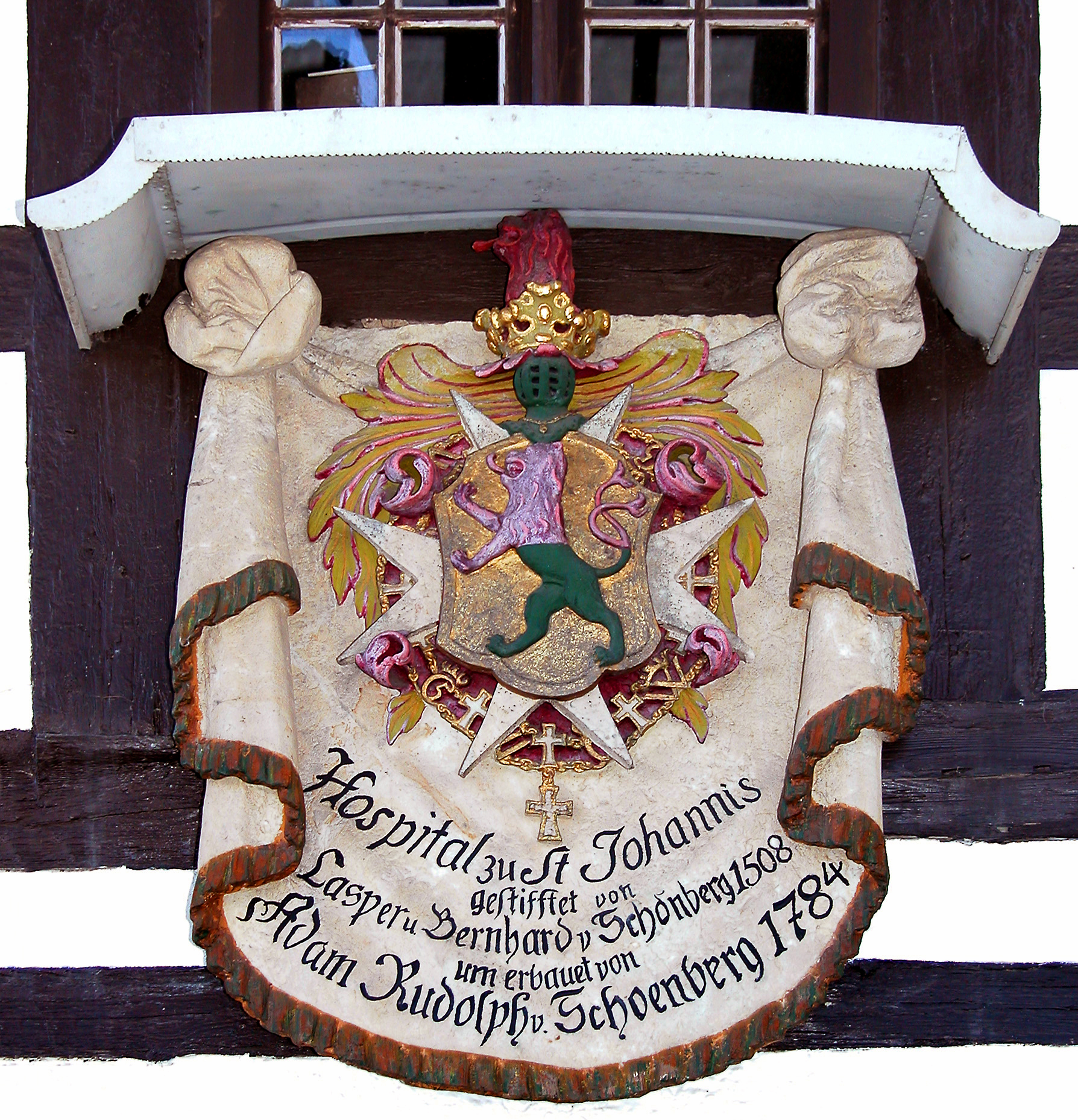
Von Schönberg’sches Wappen am Hospital St. Johannis

Der Sage nach soll ein Schönberger auf einem Kreuzzug in Palästina mit einem Löwen gekämpft haben und das todwunde Tier sei im Unterschilf eines Flusses verendet. Als es hervorgezogen worden war, hatte es einen von Algen und Wasserpflanzen grün gefärbten Hinterleib.

### Städtepartnerschaften
- Meziboří (1995)
- Sogliano al Rubicone (1999)
- Strenči (2005)

## Kultur und Sehenswürdigkeiten
Jahrhundertelang wurde die Kultur von Sayda durch die wechselnden wirtschaftlichen Verhältnissen in Handel, Bergbau, Handwerk, Forstwirtschaft sowie durch Heimarbeit geprägt. Neben der typischen Erzgebirgische Volkskunst und der Erzgebirgische Küche sind viele regionale Besonderheiten entstanden. Gerade in der Weihnachtszeit gibt es viele Traditionen, die sich teilweise von Familie zu Familie unterscheiden. Die nachfolgenden Abbildungen sollen ein Überblick über die Stadt und deren bekanntesten Bauwerke geben. Im Saydaer Stadtlied Mei Saade werden ebenfalls einige Gebäude benannt.

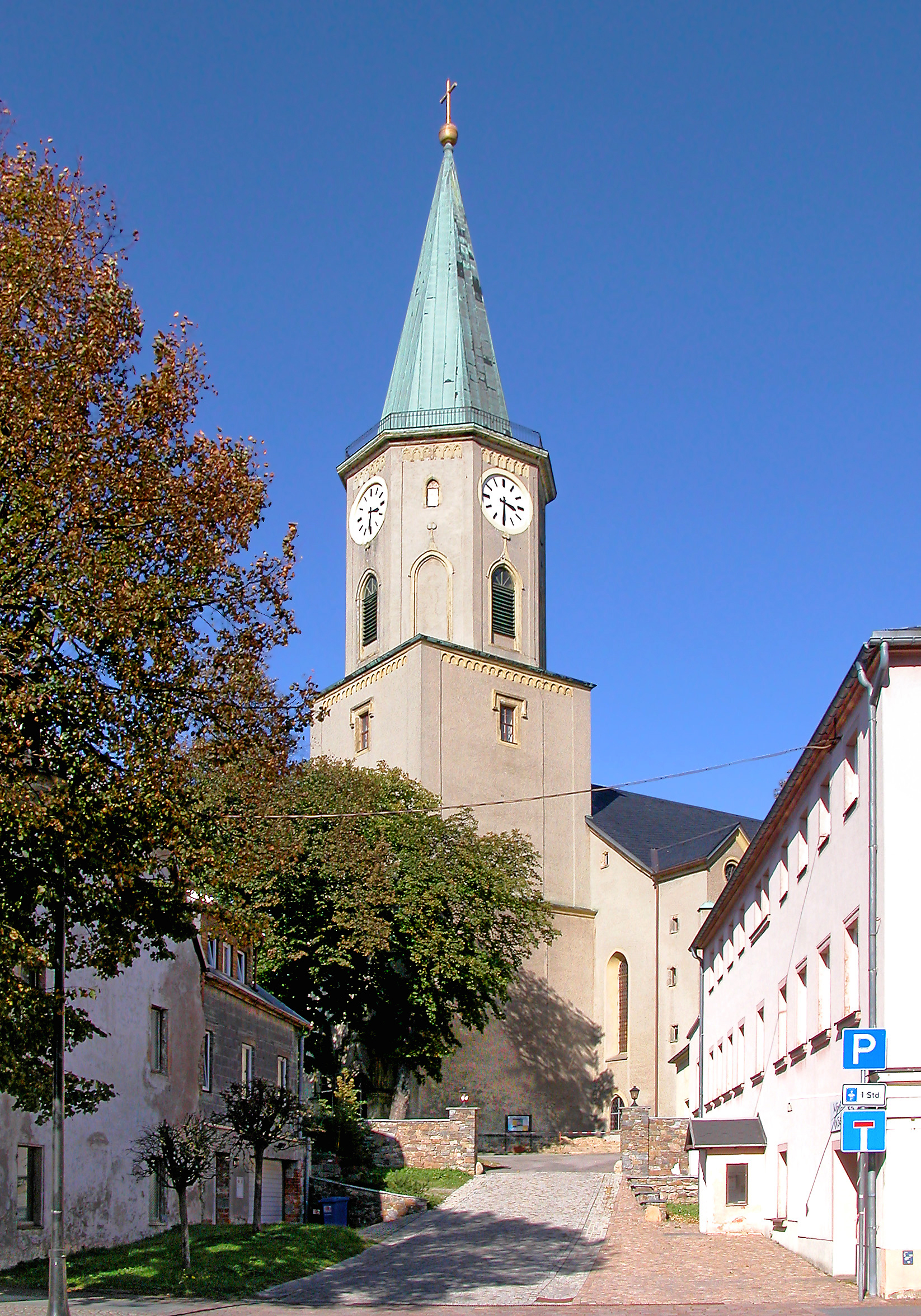
Kirche „Zu unserer lieben Frauen“
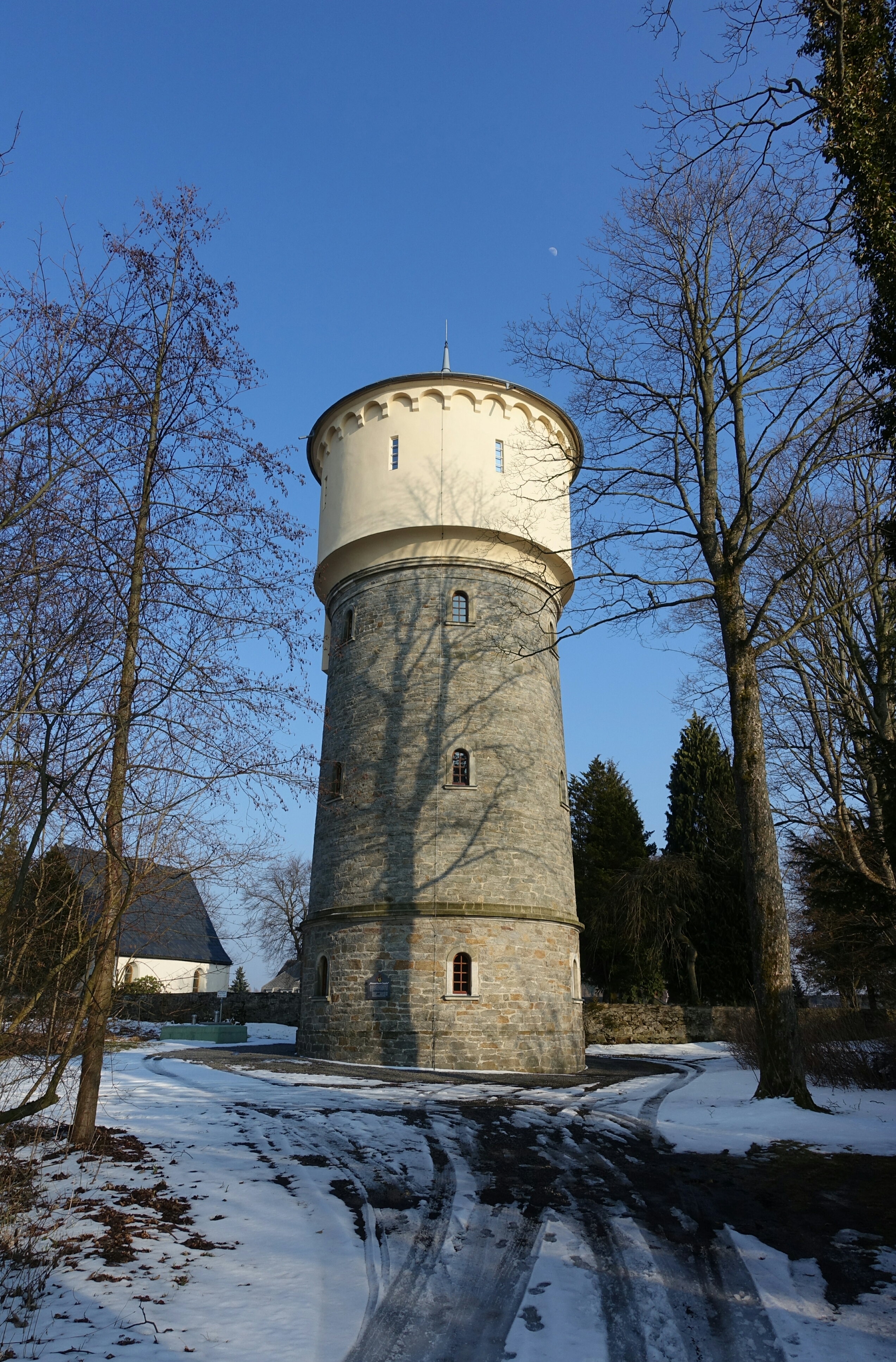
Wasserturm Sayda
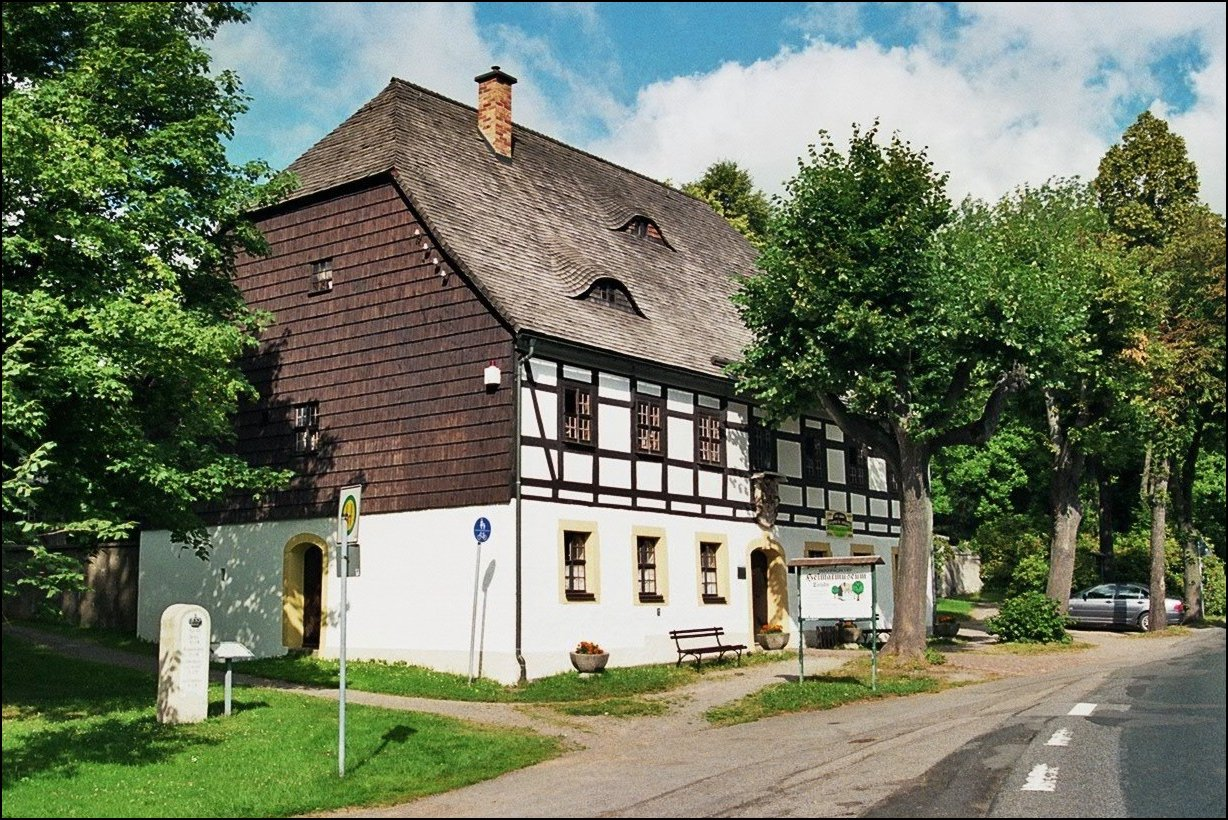
Erzgebirgisches Heimatmuseum Hospital zu St. Johannis
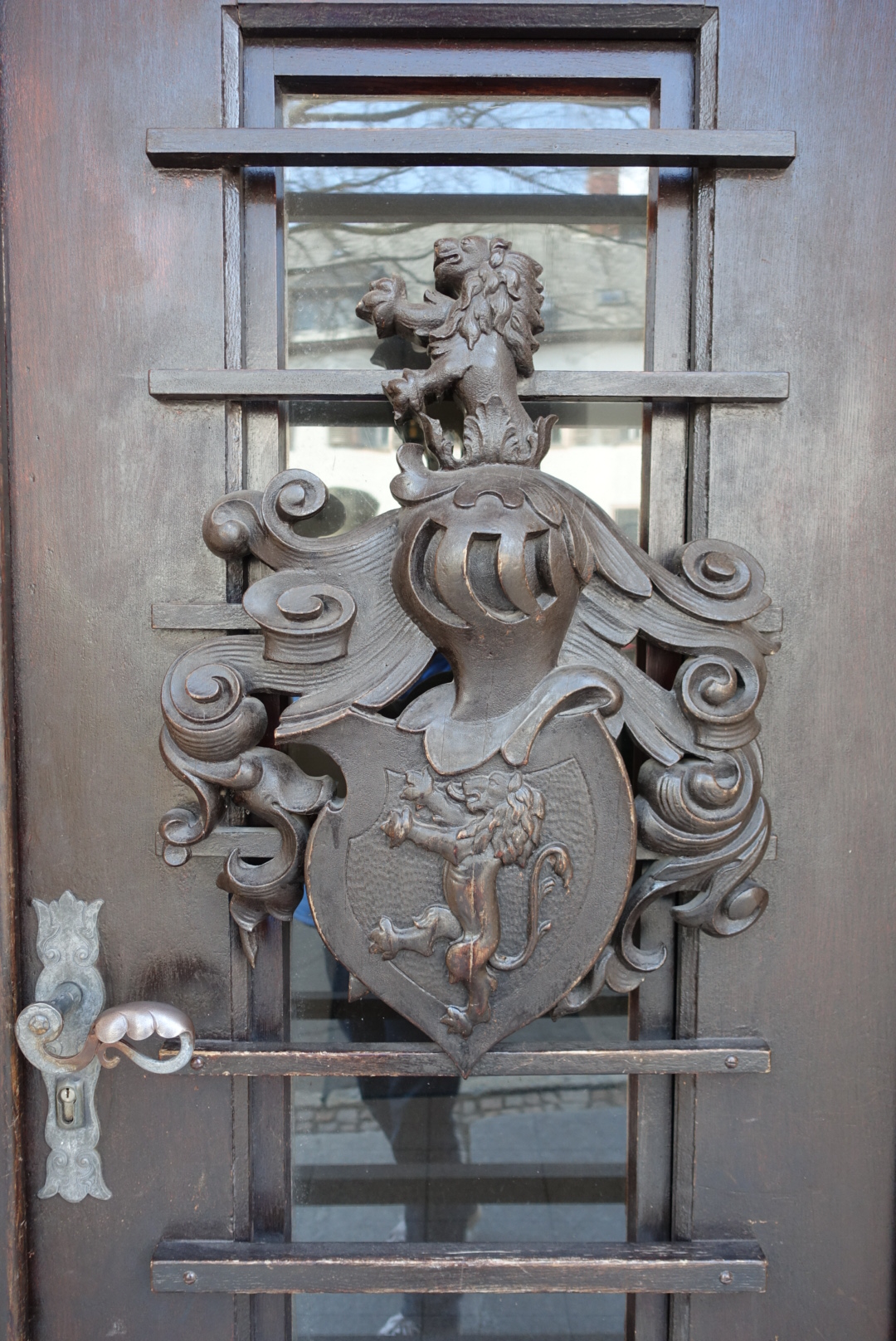
Wappen Rathaustür Sayda
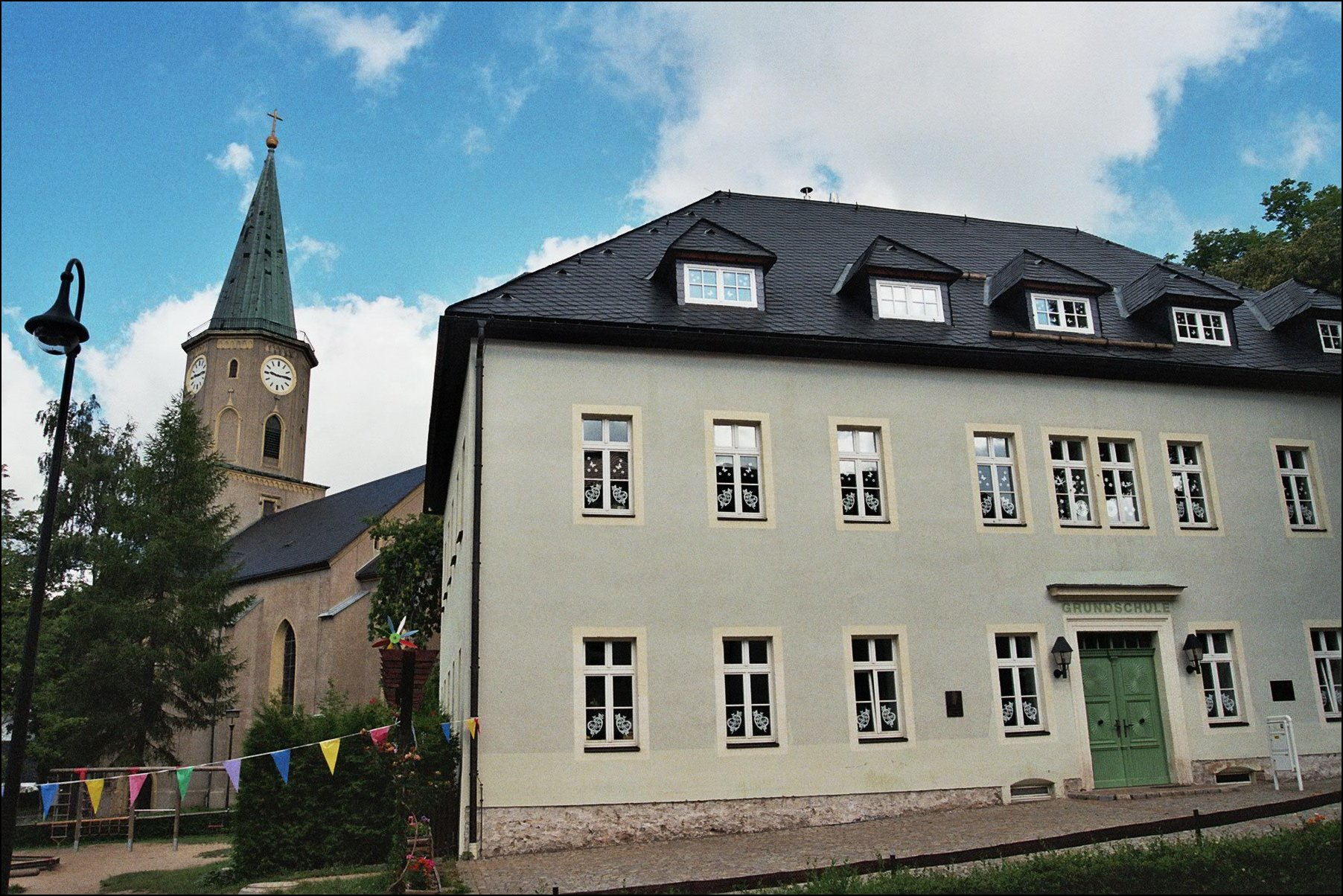
Kirche und Grundschule
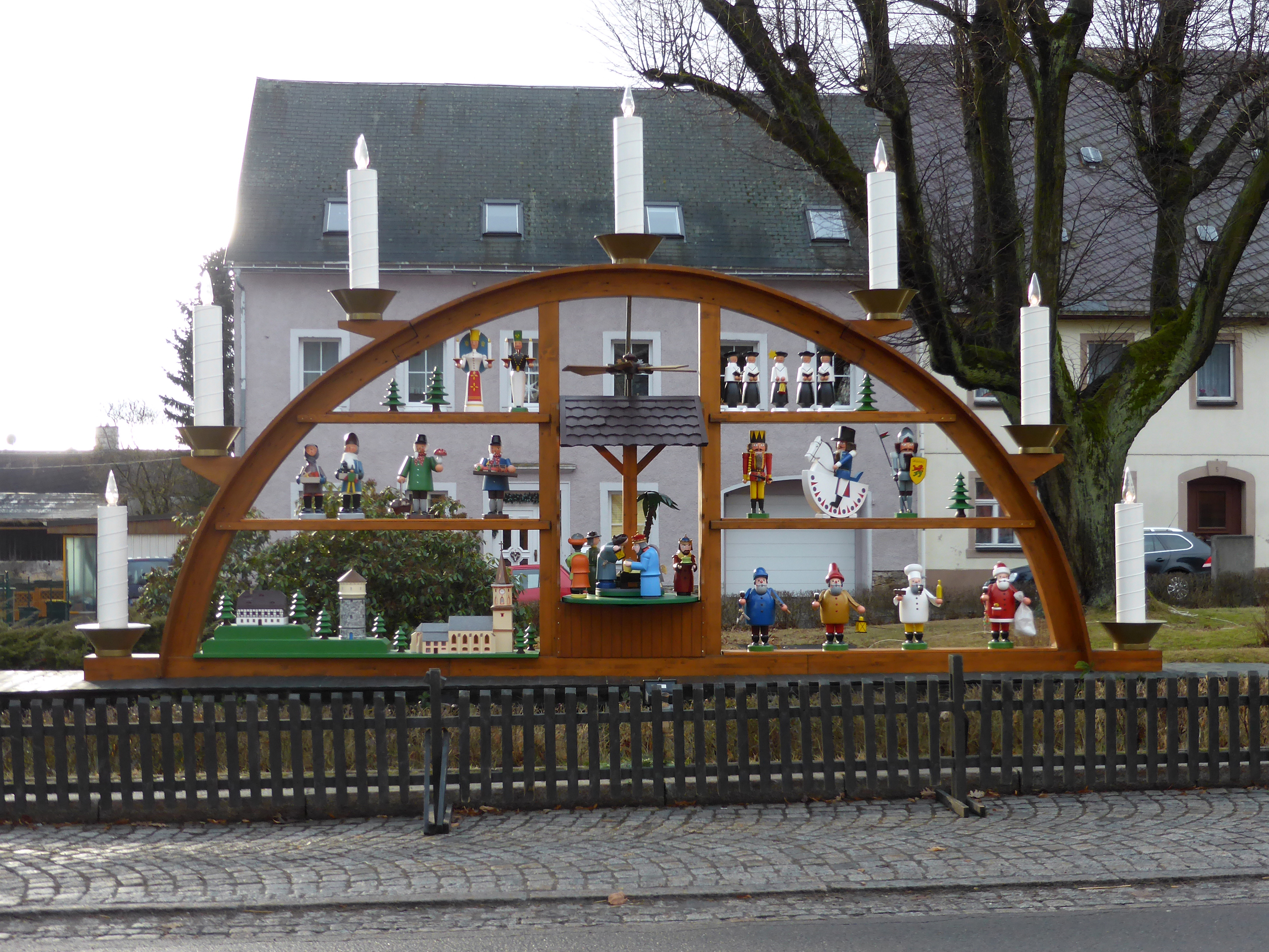
Ortspyramide Sayda
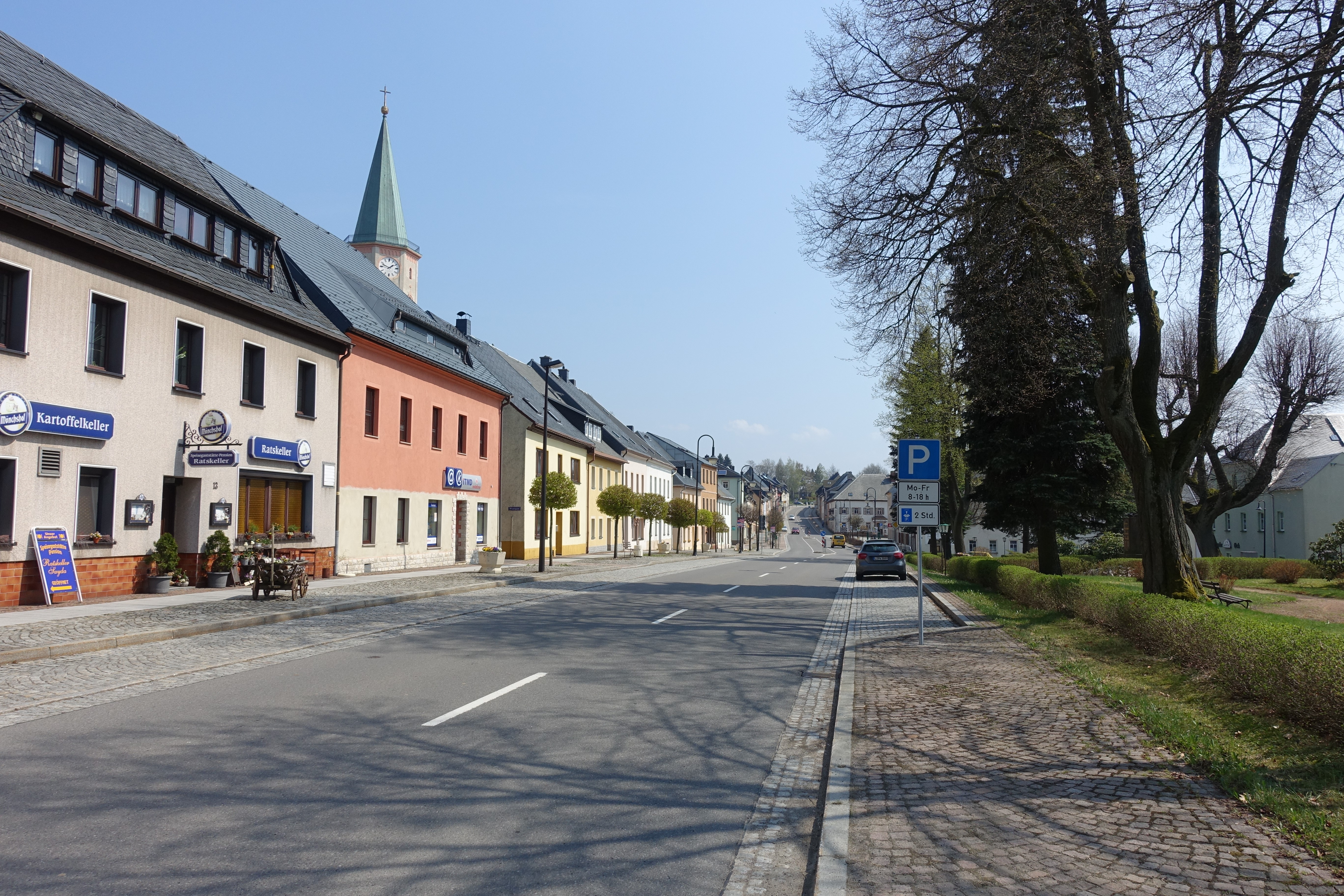
Dresdner Straße Sayda
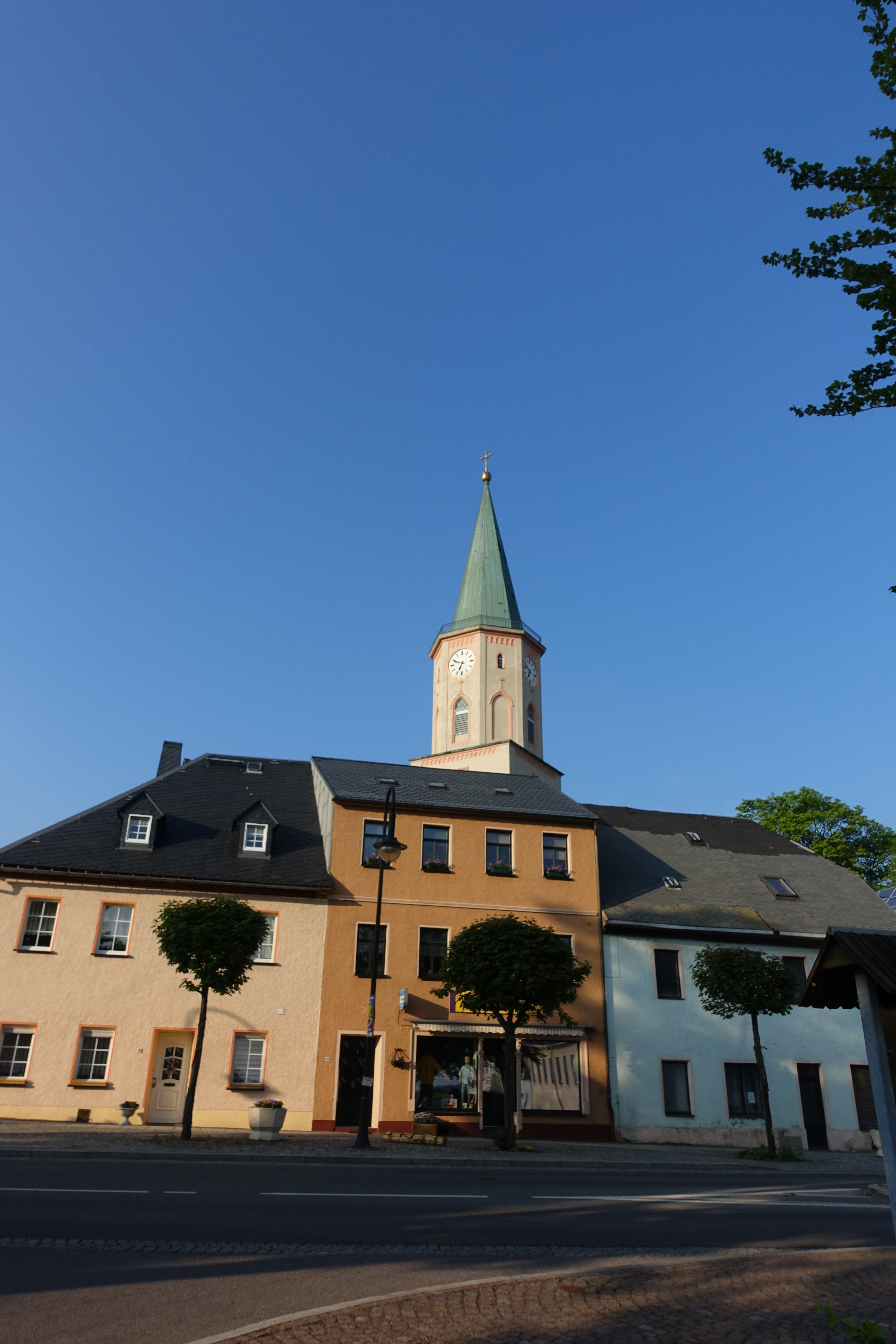
Blick auf die Kirche
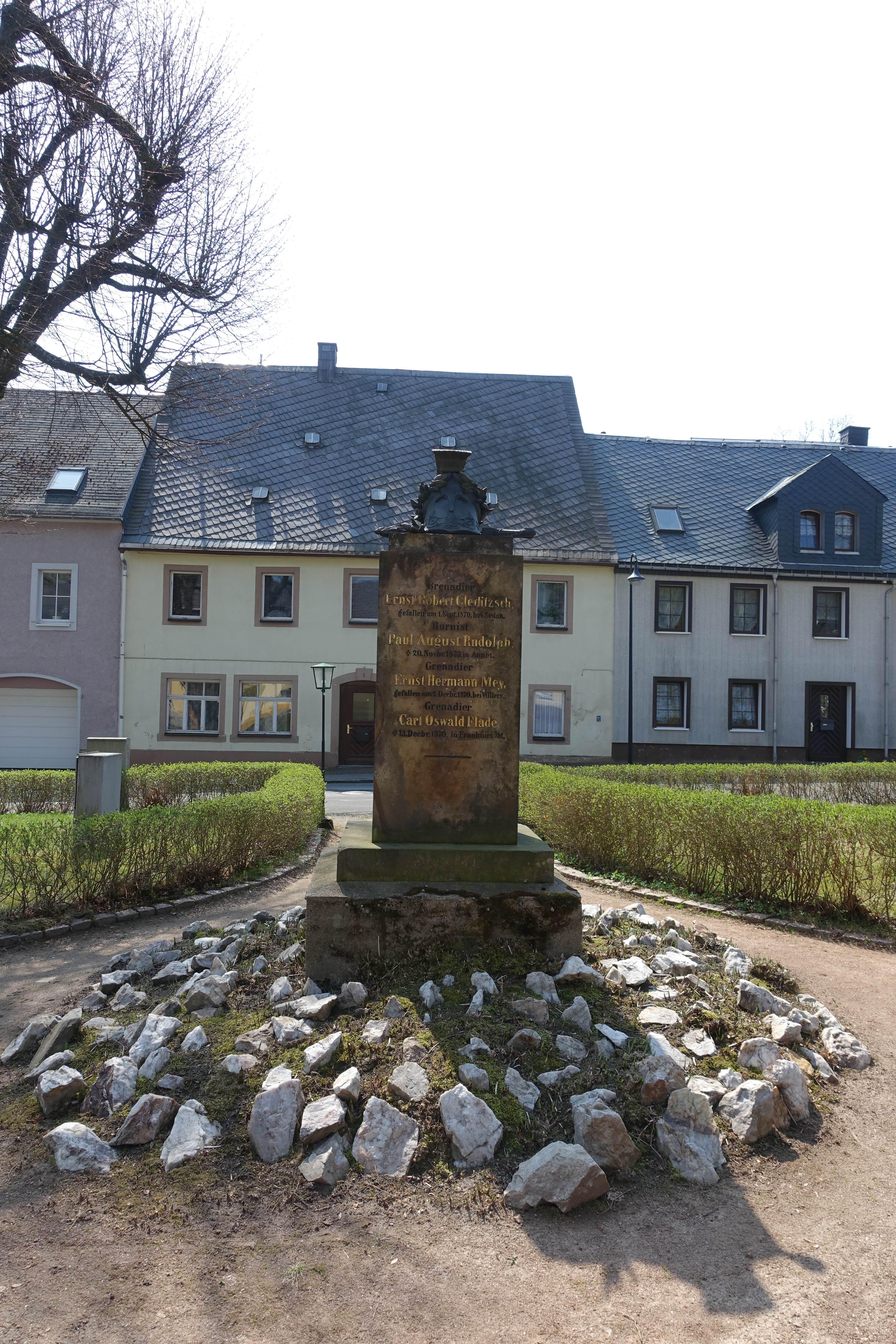
Kriegerdenkmal Sayda
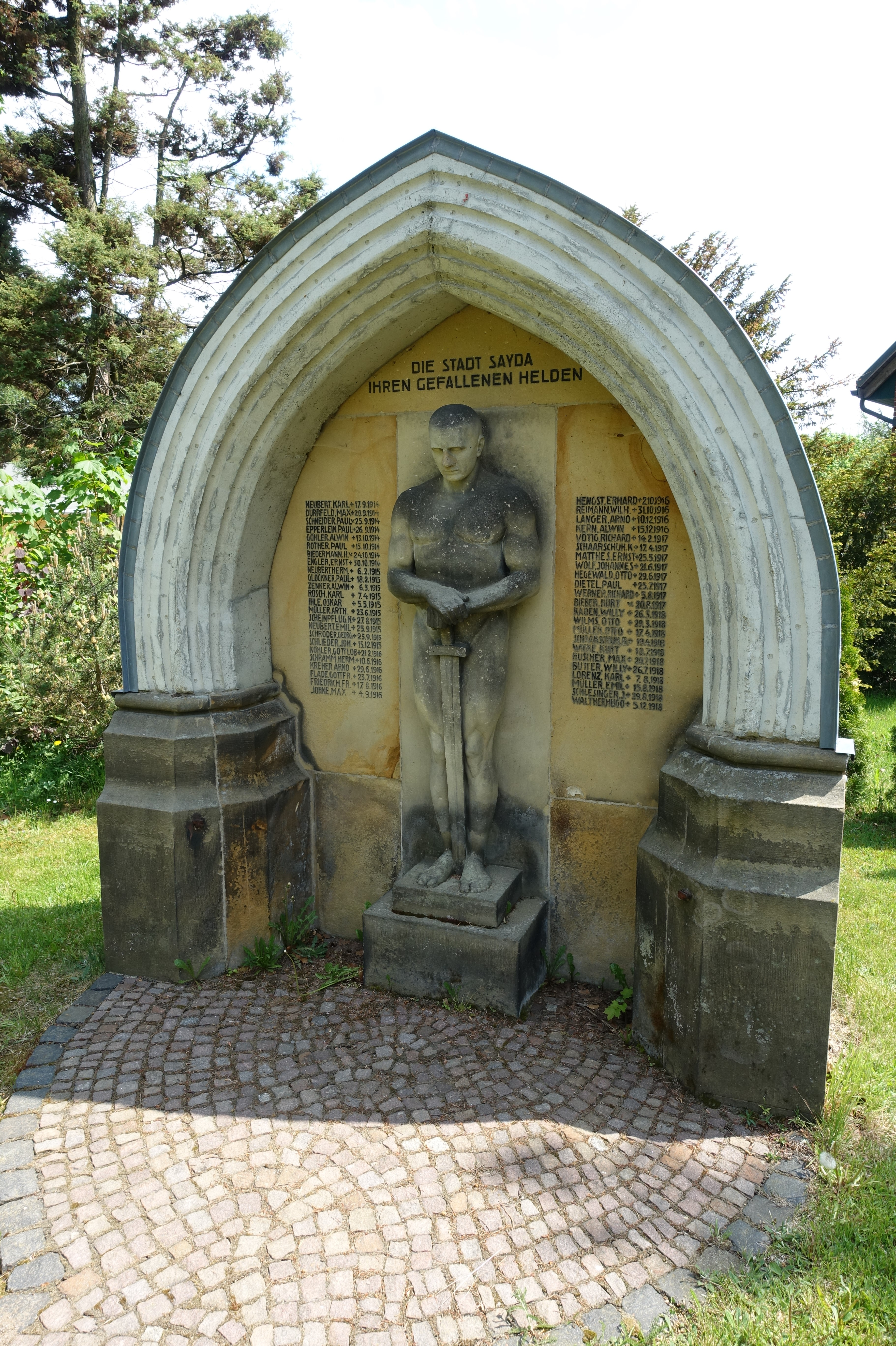
Denkmal 1. Weltkrieg Sayda
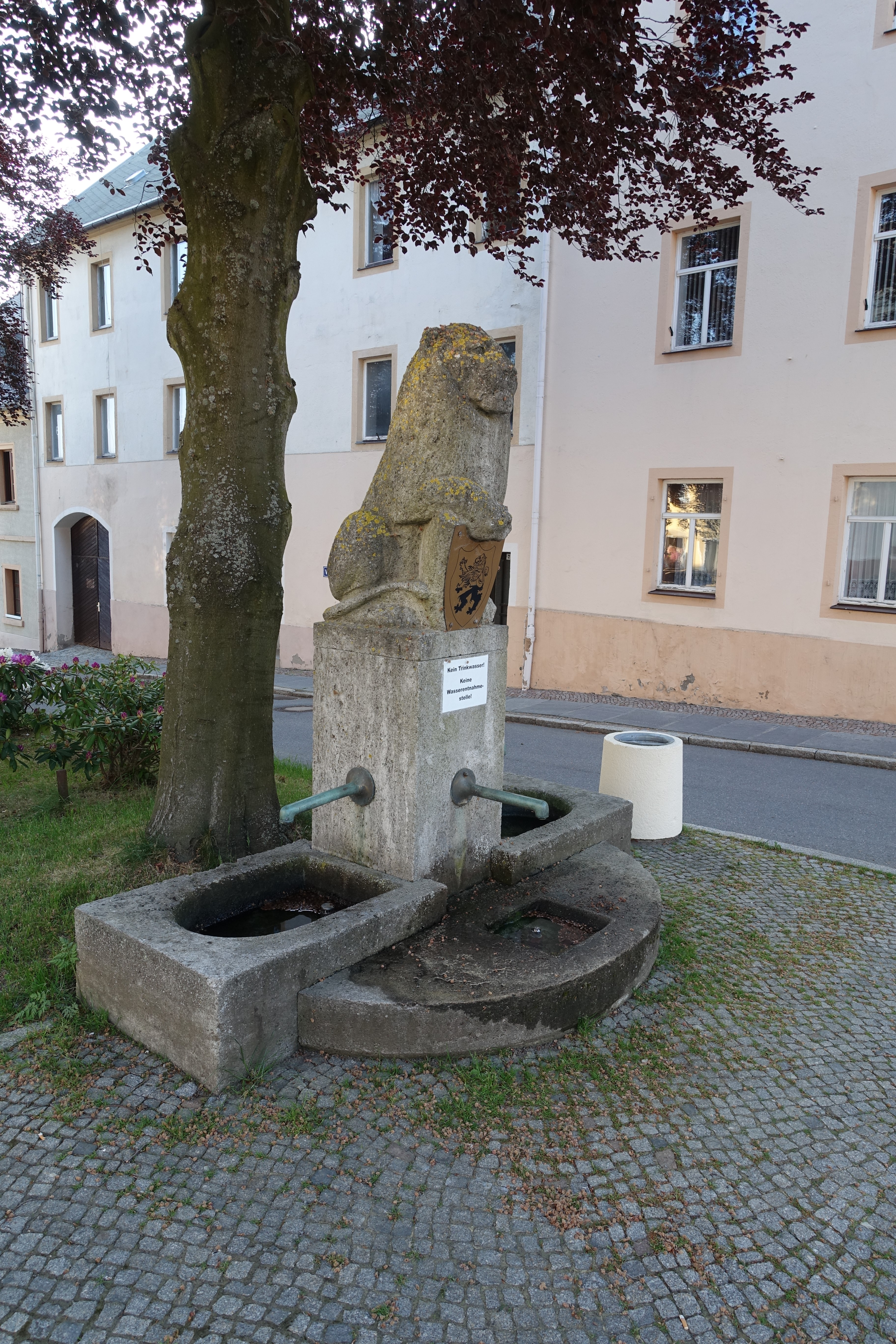
Brunnen Sayda
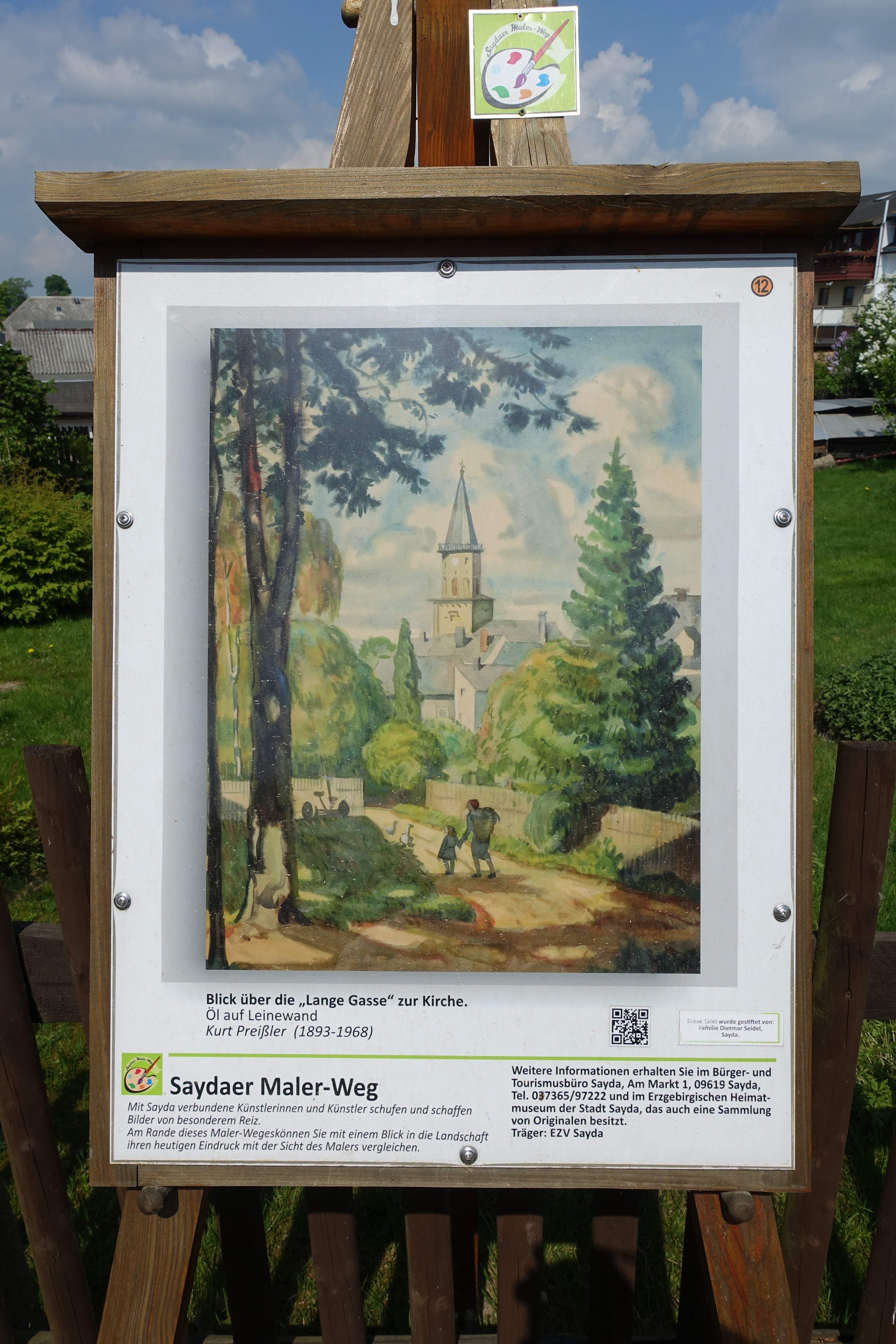
Kurt Preißler – Malerweg
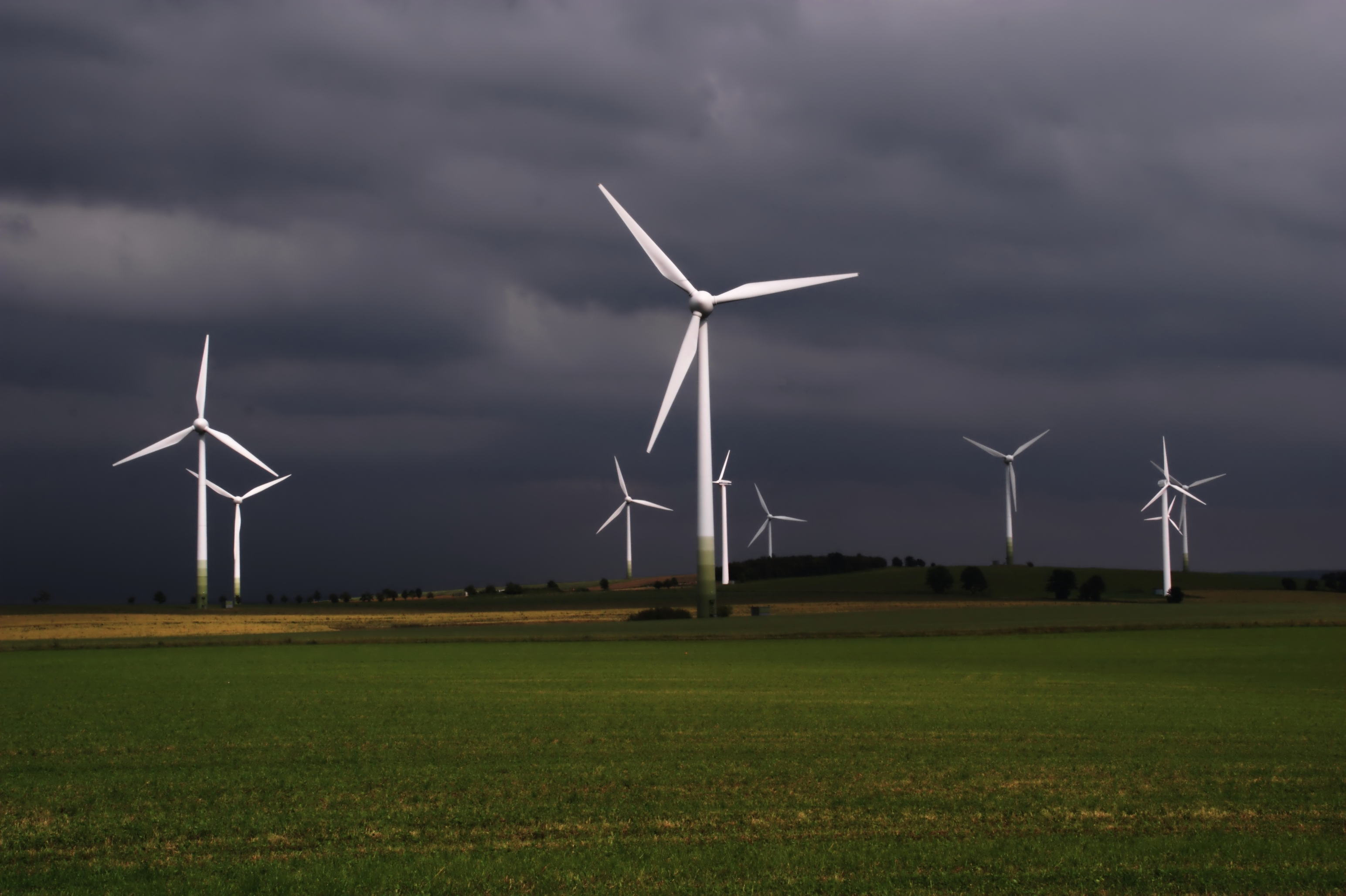
Windpark bei Sayda

Im Jahr 2014 wurde der sogenannte Saydaer Malerweg eingerichtet, der durch die Stadt und die nähere Umgebung bis zum Kleinen Vorwerk und zum Mortelgrund führt. Dabei wird u. a. an die Maler und Laienkünstler Kurt Preißler (1893–1968), Paul Bloss (1898–1980) und Paul Tränkner (1885–1967) erinnert.

### Museen
- Erzgebirgisches Heimatmuseum im Hospital St. Johannis, 1993 hier eröffnet
- Feuerwehrmuseum im alten Spritzenhaus
- Straßenbaumuseum
- Mittelmühle und Röhrenbohrerei im Stadtteil Friedebach

Weitere Denkmale werden in der Liste der technischen Denkmale im Landkreis Mittelsachsen sowie in der Liste der Kulturdenkmale in Sayda aufgeführt.

### Vereine

#### Sportvereine
- SSV 1863 Sayda Spiel- und Sportverein 1863 Sayda e. V.
- Privilegierte Bürgerschützengilde Sayda 1816/2006 e. V.
- Skidooclub Sayda
- Dynamo Fanclub Sayda

#### Vereine für Traditionspflege und Geschichte
- Stadtverein Sayda e. V.
- Tourismusverein Bergstadt Sayda/Erzgebirge u. Umgebung e. V.
- Erzgebirgszweigverein Sayda e. V.
- Heimatverein Mortelgrund – Alte Salzstraße e. V.
- Frauengruppe Ullersdorf

#### Künstlerisch tätige Vereine und Organisationen
- DKS Sayda e. V. (Dekorations-u. Karnevalsclub Sayda)

#### Chöre
- Kirchenchor Sayda
- Kurrende
- Posaunenchor
- Volkschor Sayda e. V.
- Friedebacher Feuerwehrmusikanten

### Regelmäßige Veranstaltungen

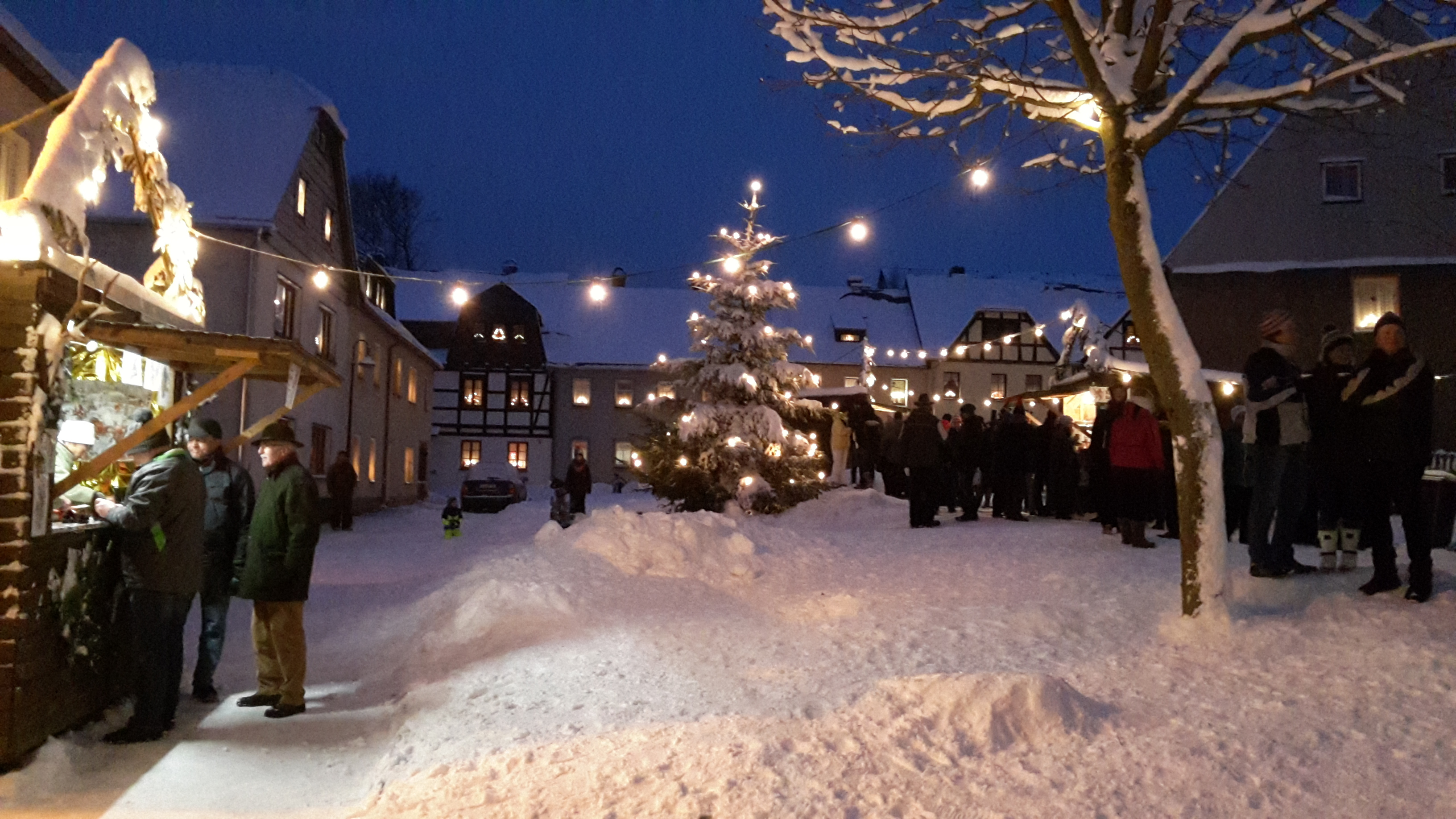
Weihnachtsmarkt Sayda (2017)

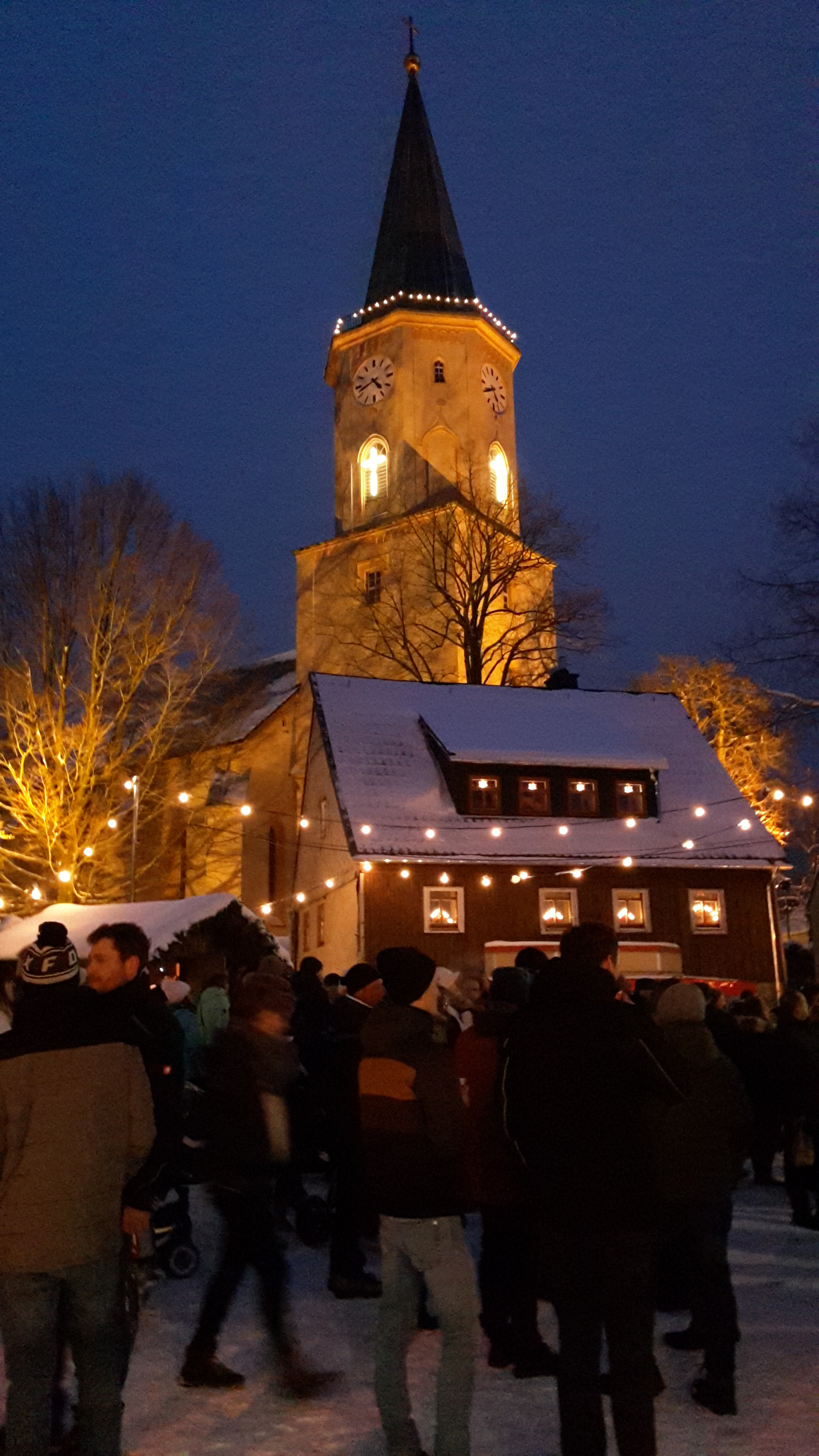
Weihnachtsmarkt Sayda mit Blick zur Kirche (2017)

Zu den regelmäßigen Veranstaltungen gehört in Sayda das Bergstadtfest. Dieses findet immer am letzten Augustwochenende statt.
Im Jahr 2017 war die 46. Veranstaltung. Sie ist damit deutlich älter als das Freiberger Bergstadtfest.
Weiterhin findet jeden 4. Advent der Weihnachtsmarkt auf dem historischen Plan statt.

### Bauwerke
- Burg Sayda
- Wasserturm Sayda
- Kirche Zu unserer lieben Frauen (Pfarrkirche St. Marien)
 dreischiffige spätgotische Hallenkirche von 1391, das Langhaus entstand nach 1502, der Chor wird auf das 14. Jahrhundert datiert. An der Südseite befinden sich ein Vorbau mit gedrehten Rippengewölben und eine dreieckige Vorhalle mit Zellengewölben. Im Innenraum sind zwei Epitaphe der Familie von Schönberg aus dem 16. und 17. Jahrhundert erhalten. 1892 innen umfassend renoviert, 62 m hoher Turm, zweithöchste Hallenkirche im ehemaligen Landkreis Freiberg
[9] Das Kirchengebäude ist ein Kulturdenkmal.[10]
- Hospital St. Johannis: ist ein schlichter Barockbau, im Jahr 1467 begonnen und weist als Besonderheit ein Fachwerk-Obergeschoss auf, das 1784 aufgesetzt wurde. Es ist das älteste erhaltene Gebäude der Stadt, bis 1945 als Hospital genutzt, danach Wohnhaus. Das Hospital und die benachbarte Begräbniskirche aus dem Jahr 1508 sind Kulturdenkmale.[10]
- Architektenhaus: Aufbau frühes zwanziges Jahrhundert, Abriss 2009
- Beamtenhaus: Errichtet für die Beamten der Stadt Sayda im Jahr 1908.
- Triangulationssäule: Auf der Saydaer Höhe (etwa 1500 m nördlich der Kirche) steht die 1869 errichtete Vermessungsstelle 88 der Königlich-Sächsischen Triangulirung.
- Hotel zum Bad: Erbaut 1864, Abriss 2017

## Wirtschaft und Infrastruktur

### Wirtschaft

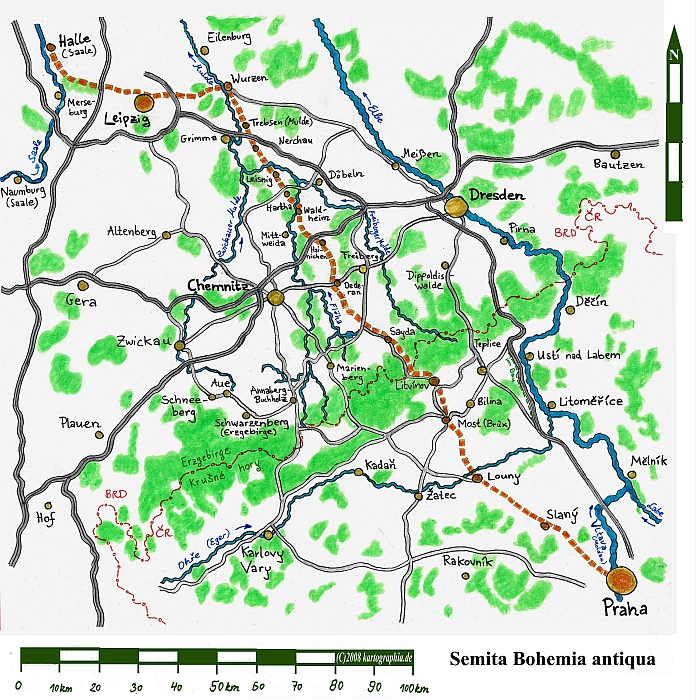
Verlauf der Alten Salzstraße zwischen Halle und Prag

Sayda hatte sein Aufblühen im Mittelalter seiner Lage an der Alten Salzstraße von Halle nach Prag zu verdanken. So entwickelte sich Sayda im 14. Jahrhundert zu einer Handelsstadt, in der mehrmals jährlich Handelsmessen stattfanden. Erst mit dem Zweiten Berggeschrei im Erzgebirge im 15. Jahrhundert und dem damit verbundenen Aufblühen neuer Bergstädte im Westerzgebirge, wie Marienberg, Annaberg und Schneeberg, verlor dieser Fernhandelsweg seine Bedeutung zugunsten anderer Böhmischer Steige bzw. Erzgebirgspässe.
Seit dem Jahr 2012 ist Sayda Staatlich anerkannter Erholungsort und wirbt mit diesem Titel auch um Touristen.
Die Gemeindehomepage nennt im Jahr 2015 22 kleine und größere Unternehmen in Sayda und seinen Ortsteilen.

### Verkehr
Von 1897 bis 1966 war Sayda Endpunkt der Schmalspurbahn Mulda–Sayda. Das ehemalige Bahnhofsgebäude von Sayda ist erhalten geblieben. Es wird als Hauptgebäude der Saydaer Kindertagesstätte Bahnhofsspatzen genutzt und beherbergt wochentags ca. 100 Kinder. Weiterhin verläuft durch den Ort die Bundesstraße 171.

### Infrastruktur
In Sayda befindet sich eine Verdichterstation der Erdgastrasse Transgas-Pipeline.

### Bildungseinrichtungen
- Grundschule, benannt nach dem Kantor und Heimatforscher Max Rennau
- Oberschule Sayda (Bergstadtschule Sayda), erbaut 1977 und bis 1990 Hồ-Chí-Minh-Schule. Eine Modernisierung erfolgte im Jahr 2010.

### Freizeit- und Sportanlagen
- Skigebiet Sayda mit 45 km gespurten Loipen, 1 beleuchteten Rodelhang, Pferdeschlittenfahrten, Motorschlittensafaris
- 2 Sportplätze

## Persönlichkeiten

### Ehrenbürger
- Otto von Bismarck (1. April 1895)

### Söhne und Töchter der Stadt
- Jünger Wolfgang (1518–1564), Pfarrer, Thomaskantor
- Belman, Adam (1530–1603), Stadtschreiber
- Cuno (geb. Watzlau), Dorothea (1631–1694), Frau des fürstlich sächsischen magdeburgischen Hausvogt in Halle
- Adam Friedrich Pezoldt (1679–1761), Chemiker
- Carl August Hänsel (1799–1867), Komponist (Tänze, Märsche, Ballettmusik) und Musikmeister, 1836–1867 Cellist der königlich-sächsischen Hofkapelle
- Göpfert Ernst (1840–1922), Volkskundler und Mundartforscher
- Horst Stephan (1873–1954), protestantischer Theologe und Publizist
- Oskar Beier (1875–1941), Politiker (Wirtschaftspartei) und Reichstagsabgeordneter
- Gerhard Platz (1879–1963), Autor und Naturschützer
- Curt Böhme (1889–1968), Politiker (SPD, SED), 1948–1956 Oberbürgermeister der Stadt Gera, Ehrenbürger von Gera
- Carl Rudolph (1891–1955), Schulreformer
- Kurt Preißler (1893–1968), Maler u. Graphiker
- Eva Eras (1907–1978), Schauspielerin und Synchronsprecherin
- Gerhard Kluge (* 1935), Germanist
- Rainer Dietel (1937–2021), Skisportler in der Nordischen Kombination

### Personen mit Bezug zur Stadt
- Ottilia Ludwig (1813–1900), Schriftstellerin
- Adolf Drechsler (1815–1888), Astronom, Meteorologe und Philosoph
- Max Rennau (1863–1941), Lehrer und Kantor sowie Heimat- und Geschichtsforscher
- Dagmar Blei (* 1940), Linguistin und Hochschullehrerin
- Uwe Bellmann (* 1962), Skilangläufer
- Tina Zemmrich (* 1982), Journalistin, Autorin und Fernsehmoderatorin
- Anne Winkler (* 1994), Skilangläuferin